# Pseudoxyrhopus tritaeniatus
Pseudoxyrhopus tritaeniatus — вид змій родини Pseudoxyrhophiidae. Ендемік Мадагаскару.

## Поширення і екологія
Pseudoxyrhopus tritaeniatus поширені на сході острова Мадагаскар. Вони живуть у вологих тропічних лісах. Ведуть нічний спосіб життя.